# 与奥利弗一起下厨
《与奥利弗一起下厨》是由名厨杰米·奧利弗讲解的烹饪电子游戏。游戏由雅达利公司开发，2008年10月在欧美任天堂DS平台推出。
游戏收录多篇食谱，各皆列有准备时间、食材和做法。此外《与奥利弗一起下厨》还可列出购物单，提醒玩家需要买的原料，或当做计时器，在倒计时结束发出响声，
雅达利在2008年游戏大会上首次揭露游戏。游戏发行后获得负面评价，在Metacritic的汇总得分为49%。评论一般对游戏方式介绍烹饪的理念表示称赞，但游戏的糟糕操作与平庸效果招致批评。